# 施林霍芬巴赫河
51°02′41″N 7°05′22″E / 51.044753°N 7.089543°E
施林霍芬巴赫河（德語：Schlinghofer Bach），是德國的河流，位於該國西部，處於北萊茵-威斯特法倫州，屬於萊姆巴赫河的左支流，河道全長1.1公里，流域面積0.6平方公里。